# SACEM (sistema ferroviario)
SACEM (por sus siglas en francés Système d'aide à la conduite, à l'exploitation et à la maintenance, en español Sistema de asistencia a la conducción, operación y mantenimiento) es un sistema de ayuda a la conducción, operación y mantenimiento, basado en la señalización en cabina. Está instalado en la Línea A del RER de Paris, en las líneas 2 y 5 del Metro de Santiago y en las líneas 8, A y B del Metro de la Ciudad de México.

## Historia e Implementación
Fue desarrollado en Francia por GEC-Alsthom, Matra (ahora parte de Siemens Mobility) y CSEE (ahora parte de Hitachi Rail STS) en la década de 1980. Se implementó por primera vez en la Línea A del RER de Paris, en 1989.
Otros sistemas que implementaron el SACEM son:
- Metro de Santiago (Lineas 2 y 5, anteriormente este sistema funcionaba en la Línea 1 hasta que fue reemplazado por el CBTC[6])
- Metro de Hong Kong (Airport Express y Tung Chung)
- Metro de la Ciudad de México (Líneas 8, A y B)
- Metro de Shanghai (Línea 3)

## Funcionamiento
El SACEM usa un cierto número de emisores de información que inyectan la señal en las vías, una por cada división elemental (en general cada circuito de vía) y a distancias determinadas balizas o referencias de distancia.
Los receptores que están instalados en el tren, leen la información continua en los rieles y cada baliza, interpreta y envía las informaciones hacia el pupitre. La interfaz presentada al conductor tiene un dispositivo que anuncia la referencia de velocidad (o una naranja para la marcha a la vista (30 km/h), o roja para el paro total), así como una indicación sonora cuando este punto de referencia baja. Cuando el operador no respeta las indicaciones de disminución de la velocidad en unos cuantos segundos se produce un frenado de urgencia y el paro total del tren.
Con el SACEM activo se puede dar la anulación automática del sistema de señalización luminosa clásica, cuyas indicaciones están reemplazadas por las indicaciones en cabina. Casi la totalidad de las indicaciones presentadas por las señales laterales pueden ser anuladas.
El SACEM permite subdividir las secciones de vía asociadas a las señales clásicas en circuitos de via más pequeños, lo cual permite disminuir la distancia entre trenes de manera segura, siendo así una solución intermedia entre el sistema de bloques fijo y el sistema de bloque móvil. Por ejemplo en el caso de la RER A de París, permitió pasar de 105 a 90 segundos entre cada tren.
En caso de que la señalización en cabina y la señalización lateral estén en contradicción, el conductor tiene que aplicar la señal más restrictiva.

## Extensión y renovación del SACEM en Paris
La esquema director de 2012 prevé para la línea A una extensión del SACEM hacia Neuilly-Plaisance en 2018 y hasta Noisy-Campos en 2019.
En 2017, el sistema SACEM en París se mejoró con la Operación Automática de Trenes (ATO) y se puso en pleno funcionamiento a finales de 2018.
El sistema SACEM en París se mejorará para convertirlo en un sistema CBTC denominado NExTEO. Primero que se desplegará en la nueva línea RER E en 2024, se propone reemplazar la señalización y el control en todas las líneas RER.

## Galería de fotografías

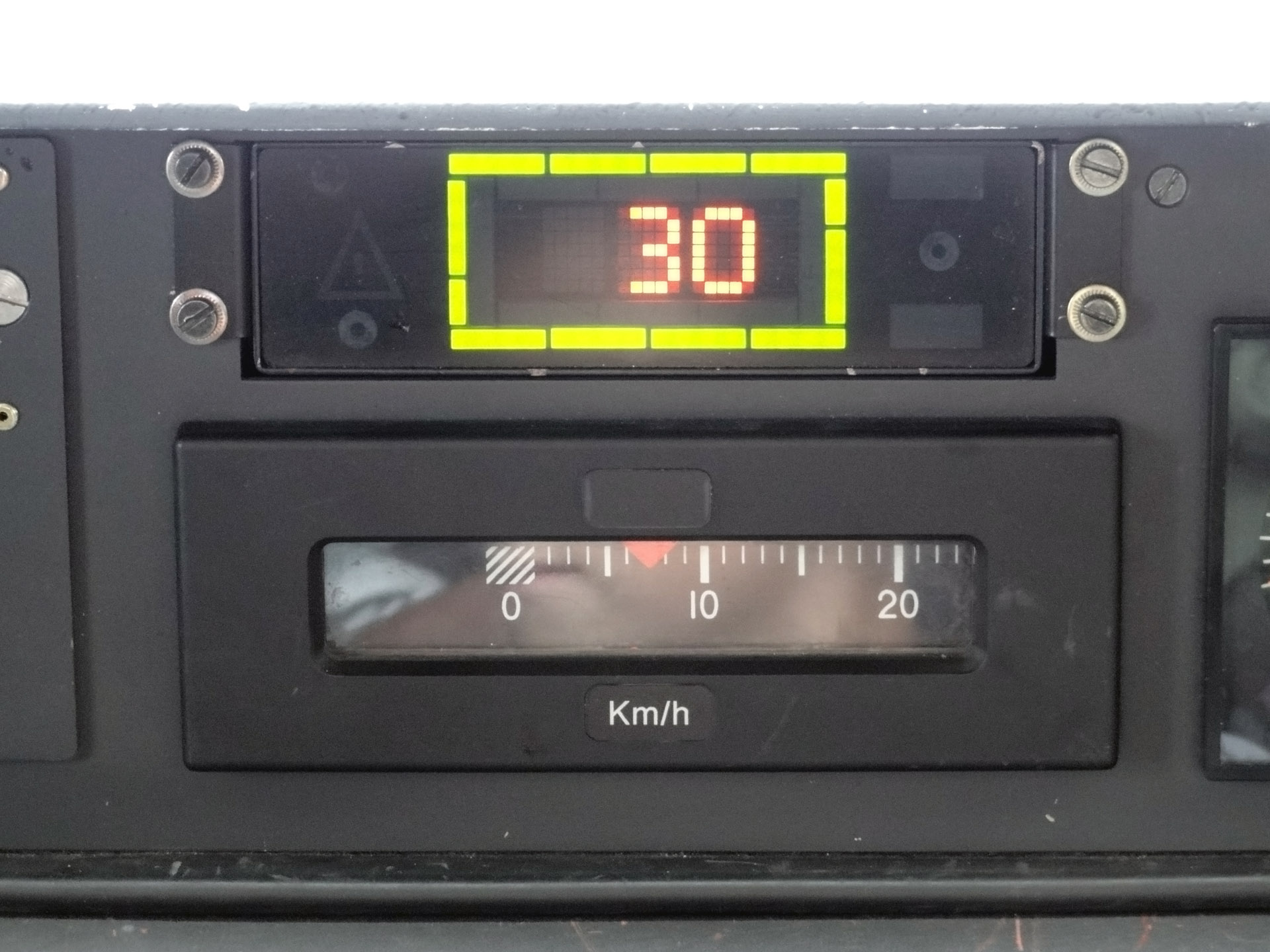
Indicador SACEM en el pupitre de condución en la cabina de un MI 2N Altéo.
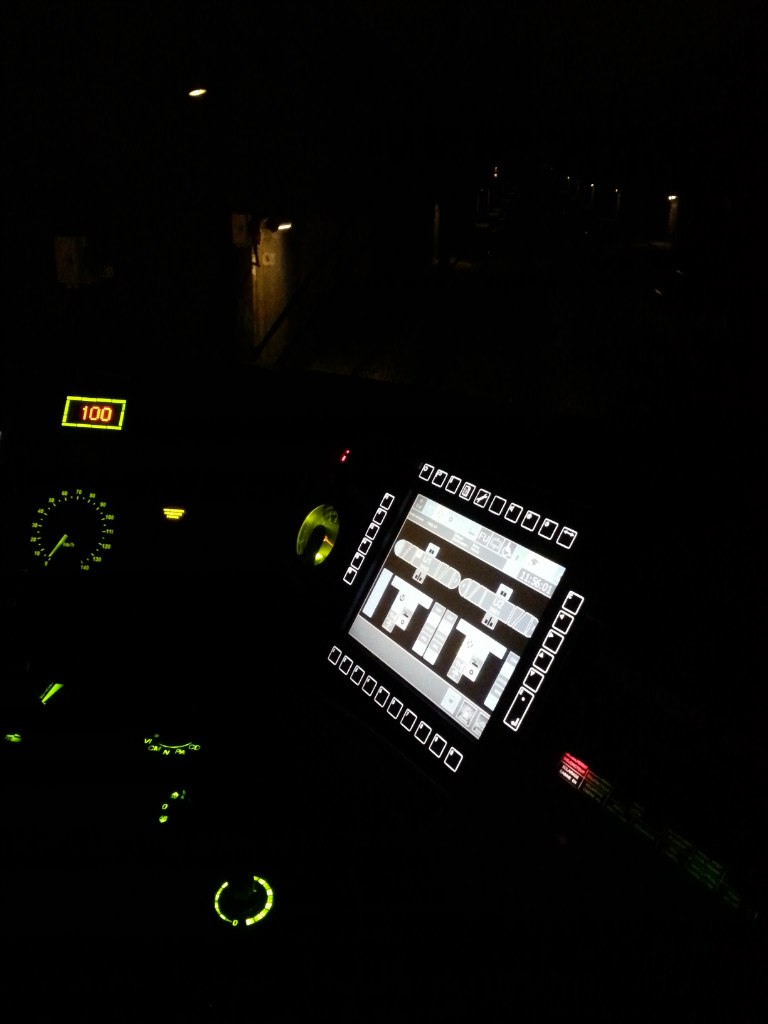
SACEM operando en la consola de un MI09: el límite de velocidad autorizado es de 100 km/h.
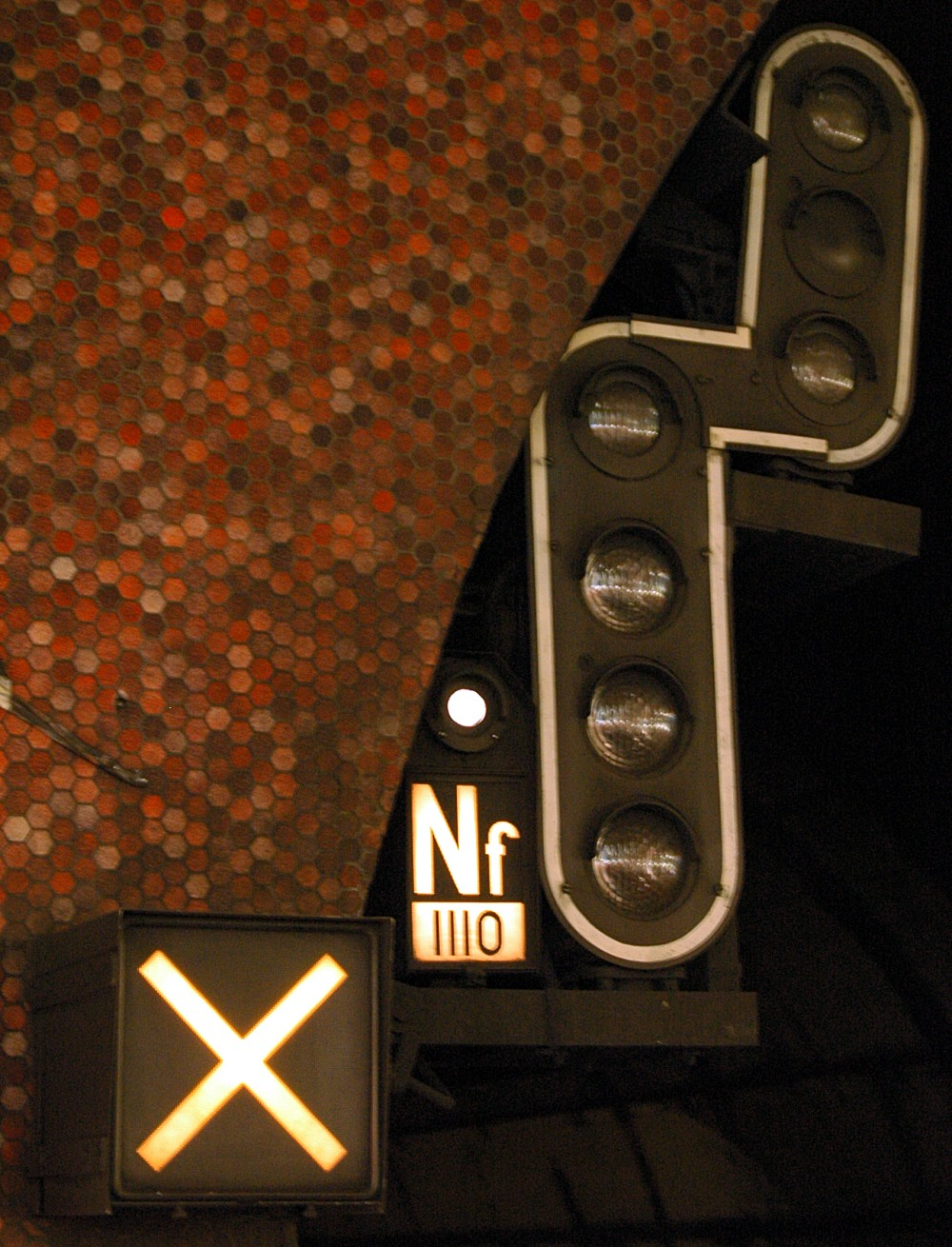
Cancelación por SACEM de la plaza 1110 ruta 2 en Nation.